# María Botto

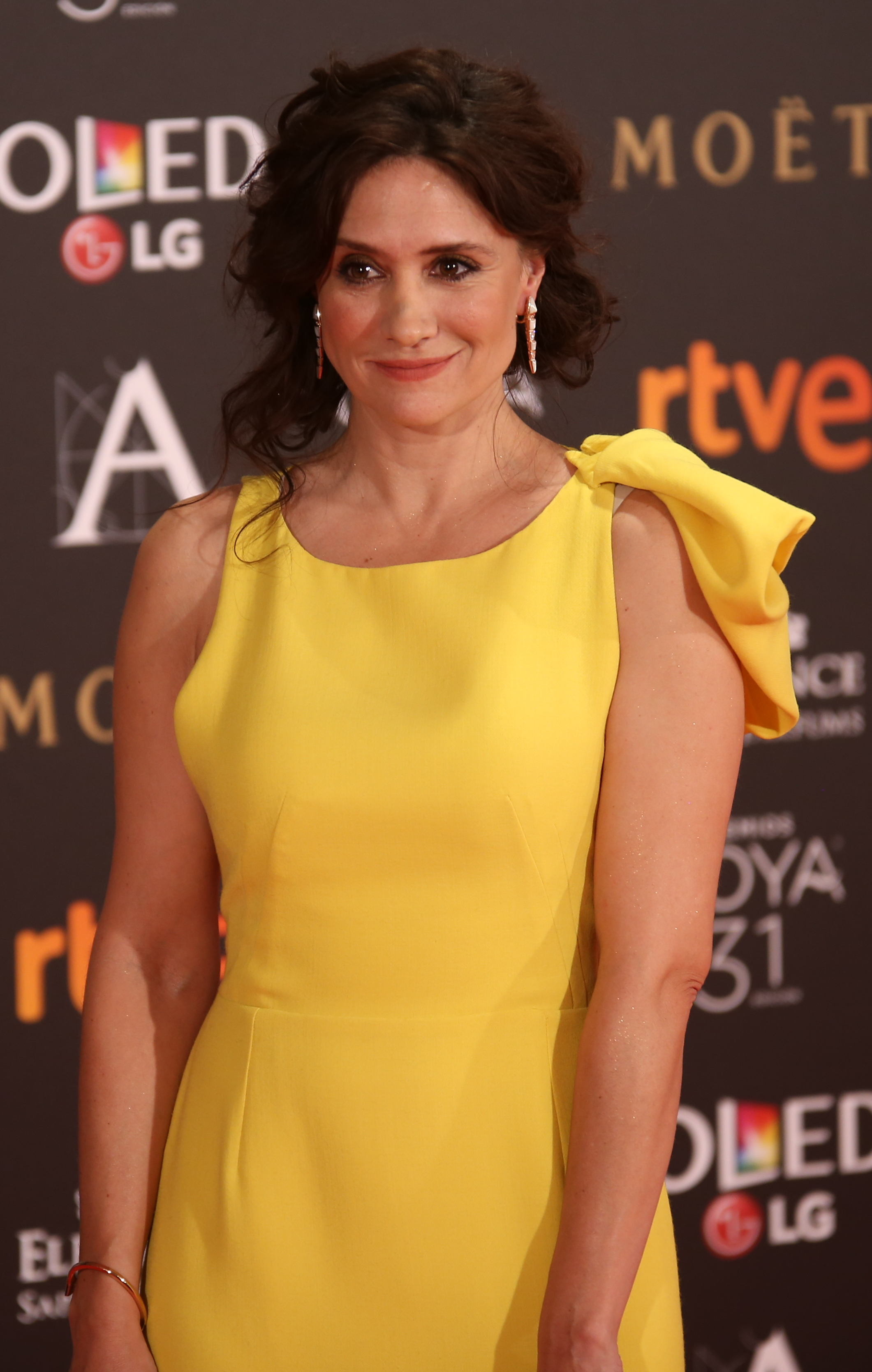
María Botto, 2017

María Botto Rota (* 10. Februar 1974 in Buenos Aires) ist eine argentinische Schauspielerin, die in Spanien lebt.

## Leben
María Botto wurde 1974 als Tochter des Schauspielerehepaares Cristina Rota und Diego Botto geboren. 1975 kam ihr jüngerer Bruder Juan Diego Botto zur Welt. Bottos Vater Diego verschwand im März 1977 während des Schmutzigen Kriegs in Argentinien. Die Mutter wanderte daraufhin mit ihren beiden Kindern nach Spanien aus und ließ sich in Madrid nieder. Dort wurde Nur Al Levi geboren, eine Halbschwester von María und Juan.

## Karriere
María Bottos Bruder war bereits im Alter von sieben Jahren als Schauspieler tätig. María und ihre jüngere Schwester Nur Al Levi übernahmen 1985 in Paco Lucios Film Teo el pelirrojo kleinere Rollen an der Seite ihres großen Bruders. Bis Ende der 1980er Jahre hatte María noch drei weitere Nebenrollen in Filmen übernommen, in den Juan Diego Botto eine der größeren Rollen spielte. Anschließend folgte eine Pause und sie fing erst 1995 wieder an Filme zu drehen. 1999 war sie an der Seite von Aitana Sánchez-Gijón und Daniel Giménez Cacho in Vicente Arandas Film Celos zu sehen. Für ihre Darstellung wurde sie im Folgejahr für einen Goya als beste Nachwuchsdarstellerin nominiert. 2003 stand sie für den Regisseur David Trueba für dessen Verfilmung des Romans Soldaten von Salamis vor der Kamera. Das Werk erhielt mehrere Goya-Nominierungen. Neben der Arbeit an Kinoproduktionen steht Botto auf für Fernsehfilme und -serien vor der Kamera und wirkt in internationalen Produktionen mit. 2009 war sie neben Nia Vardalos und Richard Dreyfuss in der spanisch-amerikanisch-griechischen Gemeinschaftsproduktion My Big Fat Greek Summer zu sehen. Zusammen mit Pilar Bardem und María Barranco spielte Botto im selben Jahr in der Komödie La Vida Empieza Hoy von Regisseurin Laura Mañá.

## Filmografie
- 1985: Teo el pelirrojo
- 1985: Los motivos de Berta: Fantasía de Pubertad
- 1985: Stico
- 1985: Si te dicen que caí
- 1995: Dile a Laura que la quiero
- 1996: Coro de ángeles
- 1999: Celos
- 2000–2002: Un chupete para ella (Fernsehserie)
- 2001: Broken Silence (Silencio roto)
- 2002: El balancín de Iván
- 2003: Soldados de Salamina
- 2003: Carmen
- 2003: With George Bush on My Mind (Los abajo firmantes)
- 2004: Alles was ich an euch liebe (Seres queridos)
- 2004: María querida
- 2005: The Longest Penalty Shot in the World (El Penalti más largo del mundo)
- 2005: Mis estimadas víctimas (Fernsehfilm)
- 2005–2006: 7 días al desnudo (Fernsehserie)
- 2006: Crime of a Bride (El Crimen de una novia)
- 2007: Círculo Rojo (Fernsehserie)
- 2007: Barcelona (un mapa)
- 2008: En la otra camilla (Kurzfilm)
- 2008: Paisito
- 2008: Animales de compañía
- 2009: My Big Fat Greek Summer (My Life in Ruins)
- 2009–2010: Pelotas (Fernsehserie)
- 2009: La Vida Empieza Hoy
- 2011–2012: Mad Dogs (britische Fernsehserie)
- 2013: Tres bodas de más
- 2015: Hablar
- 2015: De chica en chica
- 2015–2016: Mad Dogs (US-amerikanische Fernsehserie)
- 2016: Auferstanden (Risen)
- 2016: Bajo sospecha (Fernsehserie)
- 2016–2017: Good Behavior (Fernsehserie)
- 2018: Cuerpo de élite (Fernsehserie)
- 2020: Malnazidos
- 2022: Código Emperador
- 2022: Hustle
- 2023: De perdidos a Río
- 2023: Mentiras pasajeras (Fernsehserie)

## Auszeichnungen
- 2000: Nominierung für den Goya als beste Nachwuchsdarstellerin für Celos
- 2004: Nominierung für den Goya als beste Nebendarstellerin für Soldados de Salamina